# Karmen Pedaru
Karmen Pedaru (10 de mayo de 1990) es una modelo estonia.

## Carrera
Pedaru fue descubierta en 2005, a la edad de 15 años, en un teatro en Tallinn. Firmó un contrato con Next Models y apareció en una editorial de Teen Vogue. Su debut en la pasarela vino al año siguiente al desfilar para Christopher Kane para la temporada primavera 2007. Su gran oportunidad vino cuando camino en los eventos de otoño 2009 en la New York Fashion Week; acabó deafilando en 43 pasarelas, apareciendo en los eventos de Marc Jacobs, Donna Karan, Givenchy y Dries Van Noten.
Desde entonces, Pedaru ha aparecido en anuncios para Chloe, Gucci, Jill Stuart, Missoni, Nicole Farhi, Ralph Lauren, y Derek Lam. En 2011, reemplazó a Carmen Kass como el rostro de Michael Kors, que la denominó "deportiva, sexy y elegante". En 2012, apareció en la campaña para Belstaff junto al actor Ewan McGregor. Pedaru ha desfilado para numerosos diseñadores como Shiatzy Chen, Alexander McQueen, Chanel, Christian Dior, D&G, Diane von Furstenberg, Louis Vuitton, Roberto Cavalli, Versace, y Yves Saint Laurent, y en 2011, hizo su debut en la pasarela del Victoria's Secret Fashion Show, donde llevó dos trajes, uno de ellos con alas. Ha aparecido en editoriales para Numéro, Harper's Bazaar, Elle, V Magazine, W Magazine, Dazed & Confused y en la Vogue de numerosos países.